# Storia dei popoli originari di Córdoba (Argentina)
È noto che la presenza umana sul territorio dell'attuale Provincia di Cordoba risale ad almeno 11.000 anni fa. In questo periodo, le fasi e i gruppi umani possono essere differenziati

## Popolamento delle catene montuose di Cordoba

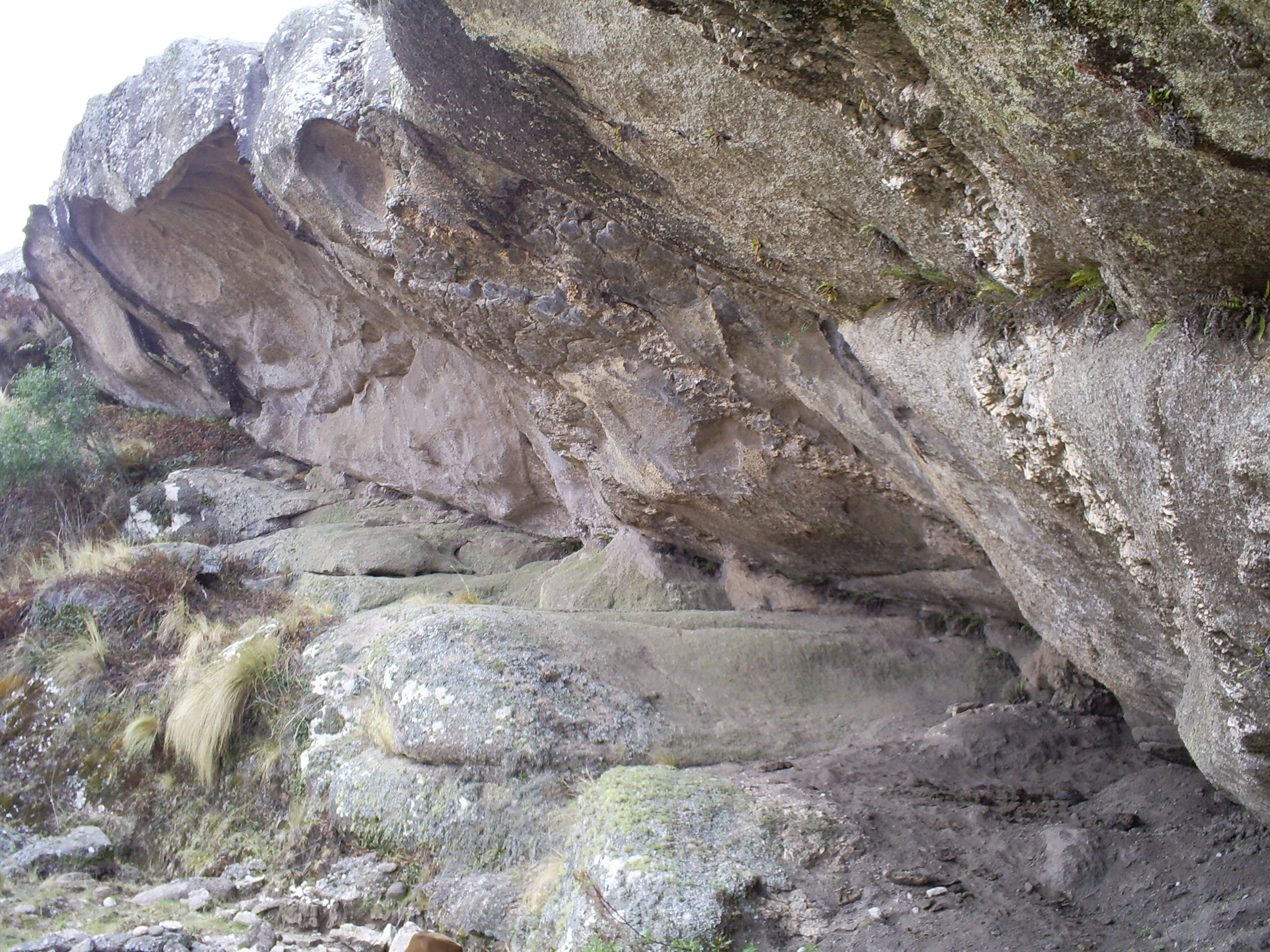
Sito El Alto 3 (Pampa di Achala)

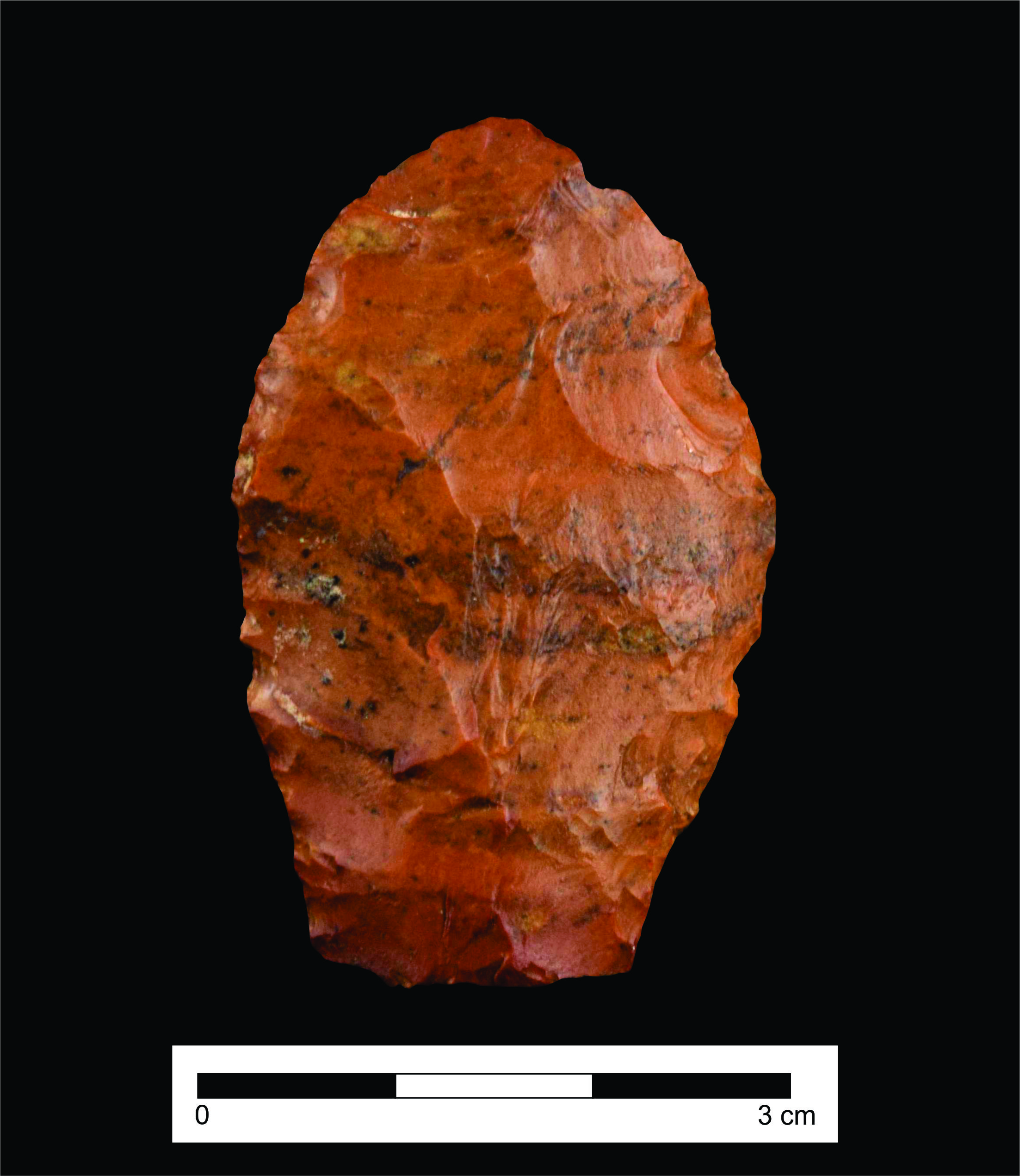
Punta di proiettile "coda di pesce" (Dique San Roque, Museo archeologico Numba Charava)

Le ricerche portate avanti durante l'ultimo decennio hanno confermato la presenza umana nelle catene montuose di Cordoba dalla fine del Pleistocene. Le scoperte fatte nel sito archeologico di L'Alto 3 (Pampa di Achala), hanno permesso identificare le prime occupazioni, datate con tre datazioni al radiocarbonio, che hanno dato come risultato un'antichità tra 11.000 e 9300 anni.  I reperti recuperati, costituiti da strumenti e rifiuti litici, indicano che la grotta era stata utilizzata per piazzare accampamenti a breve termine.
Altre occupazioni precoci sono confermate dalla recente datazione al radiocarbonio di resti umani della Grotta di Candonga, con un'età di 10.400 anni, e dalla scoperta di punte di proiettile note come "coda di pesce" in alcune zone di montagna (per esempio ai margini della diga di San Roque). Queste punte furono usate da vari gruppi di cacciatori-raccoglitori sudamericani tra 11.000 e 9.000 anni fa.

### Attività di sussistenza
I primi abitanti che occuparono l'attuale regione montana di Cordoba erano costituiti da piccoli gruppi, molto dispersi e mobili, che coprivano vasti territori durante i loro spostamenti periodici alla ricerca di risorse. Le loro strategie di sussistenza erano basate nella caccia di grandi mammiferi come guanachi (Lama guanicoe) e cervi della pampa (Ozotoceros bezoarticus),  e, possibilmente, alcune specie di fauna estinta, sebbene non ci siano prove chiare a sostegno di questa idea. Anche le verdure facevano parte della dieta, probabilmente frutta e semi selvatici.
Per quanto riguarda l'origine di questi primi coloni o le vie d'insediamento da loro utilizzate, è importante notare che i resti materiali dei primi umani che raggiungono una regione sono archeologicamente molto difficili da rilevare. Tuttavia, sono state proposte diverse ipotesi sul loro luogo di origine. Nel primo decennio del XXI secolo, gli archeologi hanno teorizzato come molto probabile l'ipotesi che considera il suo arrivo derivante da gruppi distaccati che occuparono le attuali pianure di Buenos Aires e Uruguay
I cacciatori-raccoglitori che abitavano la regione tra circa 8.000 e 4.000 anni fa erano organizzati in piccoli gruppi, altamente mobili, dediti alla caccia di guanachi e cervi. A questi, si aggiungeva il consumo di piccoli vertebrati come i cuises (Microcavia sp. , Galea sp.). Attraverso questa attività si procuravano, oltre al cibo, pellame, ossa e corna per la fabbricazione di vestiti e strumenti di uso quotidiano. Oltre alla caccia, raccoglievano frutti di specie selvatiche come gli alberi di "algarrobo" ( Prosopis spp.) e chañar (<i id="mwJw">Geoffroea decorticans</i>), nonché uova di ñandú (<i id="mwKQ">Rhea</i> spp).

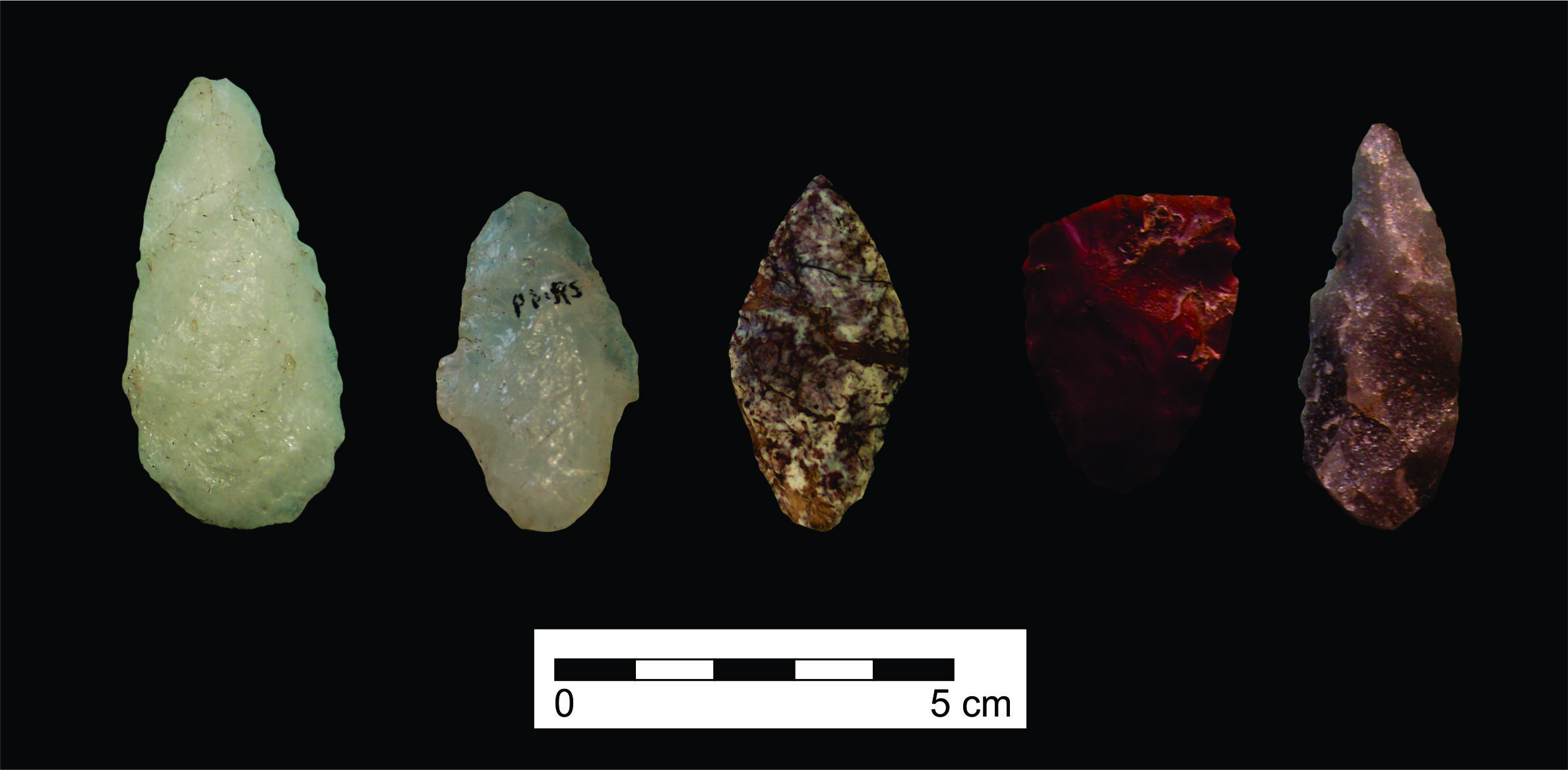
Punte "ayampitín" dai siti archeologici della Pampa de Achala

Per la cattura delle principali prede venivano usate lance con punte di pietra lanceolate, dette "punte ayampitín", che venivano lanciate manualmente o per mezzo di un propulsore.

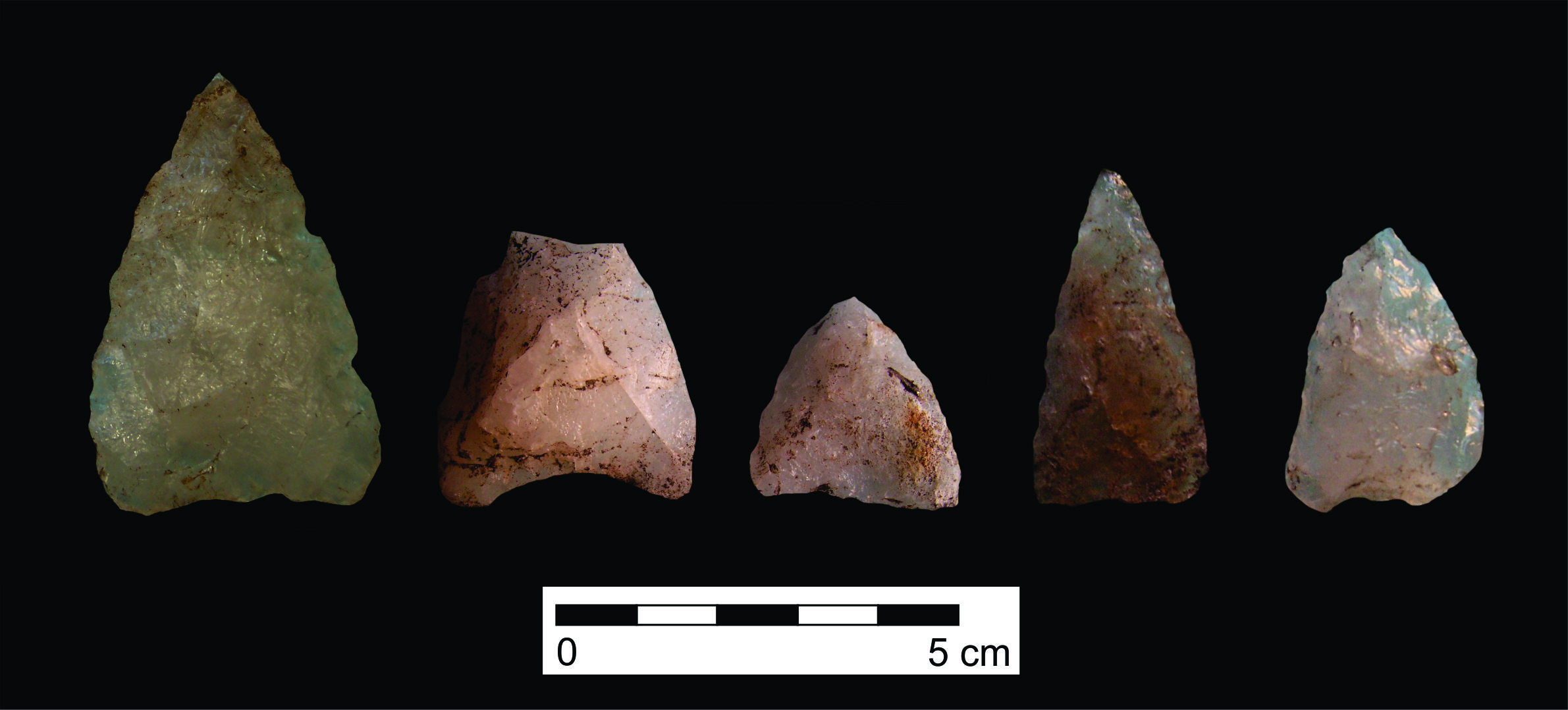
Punte triangolari dai siti archeologici della Pampa de Achala

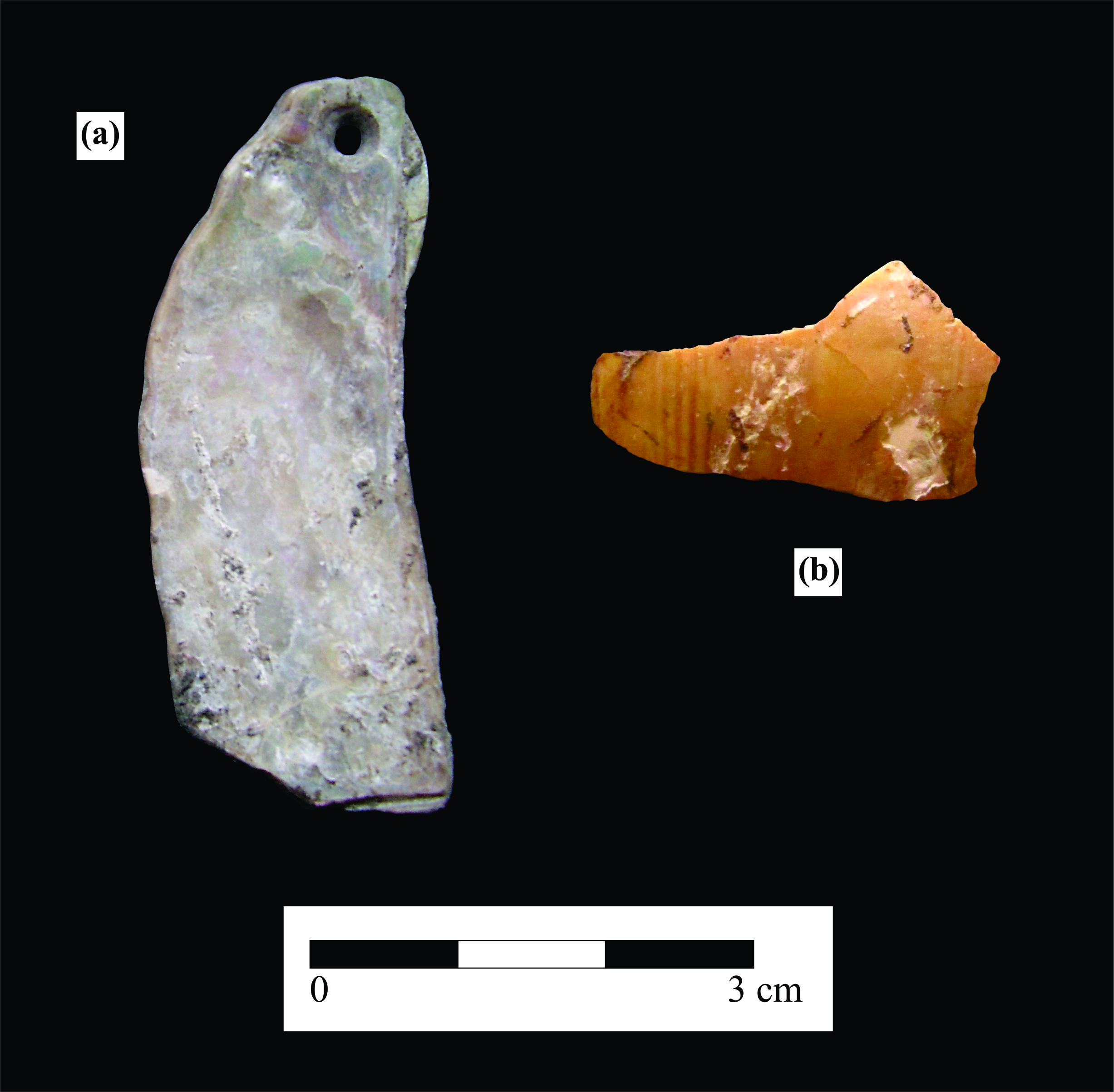
a) pendente in conchiglia perlata (Anodontites sp. o Diplodon sp.) proveniente dal sito archeologico di Quebrada del Real 1 (Pampa de Achala); b) frammento di artefatto in un guscio di conchiglia di mollusco marino (sito archeologico Arroyo El Gaucho 1, Pampa de Achala)

Nel periodo tra 4000 e 2000 anni fa', la demografia regionale aumentò e, sebbene continuarono modelli di mobilità simili a quelli precedenti, sono emerse differenze nella tecnologia litica e nelle strategie per ottenere il cibo. Si usarono nuovi modelli di punte di proiettile, di forma triangolare e di media grandezza, che, come nel periodo precedente, si lanciavano con propulsori. Inoltre, si stabilirono collegamenti a lunga distanza con altri gruppi, come suggerito dai reperti realizzati con conchiglie di molluschi del fiume Paraná e della costa Atlantica.
Anche l'importanza delle piante selvatiche nella dieta aumentò, così come il consumo di piccoli animali come gli armadilli  (Dasypodidae) e i roditori. In questo modo, sebbene i camélidi e cérvidi continuarono a essere la preda principale, aumentò la varietà di specie consumate, sia vegetali che animali. In questo senso, risalgono a 3000 anni fa le prime prove del consumo di mais (Zea mays), una pianta alloctona probabilmente ottenuta attraverso scambi con gruppi di agricoltori che, da allora, cominciarono a stabilirsi in regioni vicine come il Nord-est Argentino e il litorale del Rio de la Plata..  Dovuto a questa estensione, i gruppi di questo periodo si definirono come " cacciatori-raccoglitori generalizzati".

### Espressioni simboliche

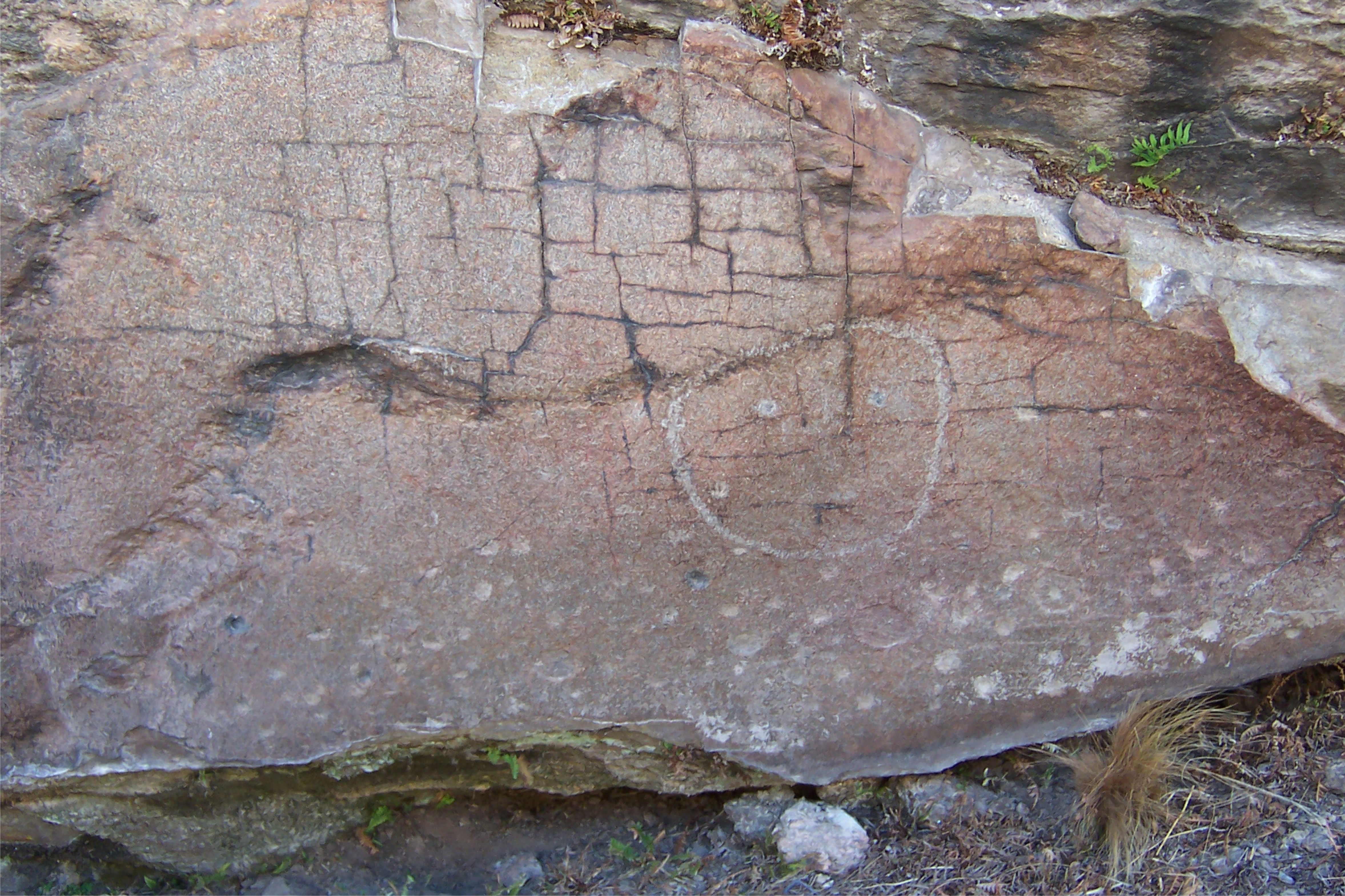
Pannello con coppelle incise nel sito archeologico La Quebradita 1 (Pampa de Achala)

I cambiamenti avvenuti durante questo periodo si materializzarono, tra l'altro, nelle prime espressioni simboliche legate alla costruzione di identità sociali e all'appartenenza dei gruppi a determinati territori, come nel caso dell'arte rupestre e le sepolture.
Negli ambienti dei pascoli di montagna, sulle Sierras Grandi, s'incorporò per la prima volta, tra le pratiche quotidiane, la creazione e l'osservazione dell'arte rupestre. Sono stati identificati siti con rappresentazioni incise, come La Quebradita 1, che presenta coppelle con un'età di 3000 anni nella parete rocciosa.
Questo momento è anche caratterizzato da una maggiore presenza di sepolture, un tipo di pratica sociale che gli archeologi relazionano a strategie utili a rafforzare i legami di gruppo. Questa articolazione ebbe luogo grazie ai legami costruiti tra le comunità e i loro antenati, con ripetute visite in determinati luoghi. Le indagini evidenziano le tombe dei siti Cruz Chiquita 3 e Resfaladero de los Caballos, nella valle di Traslasierra. La scelta degli luoghi d'altitudine e la costruzione di lastre in pietra favorirono una certa demarcazione e monumentalizzazione del paesaggio, cioè la sua configurazione come spazio della memoria.

### Nuovi ruoli sociali
In contrasto con le società del periodo precedente, in cui non vi è alcuna prova di autorità o persone con ruoli speciali, durante questo periodo la situazione cominciò a cambiare. Gli archeologi ipotizzano che all'interno di queste comunità di cacciatori-raccoglitori della primera fase del tardo Olocene, sono stati prodotti nuovi tipi di ruoli, posizioni e identità personali, relativi a settori come la gestione della rete politica, rituale o di scambio. Oltre agli ornamenti menzionati nei gusci di molluschi di origini lontane, evidenziamo reperti come i resti di un vestito con particolari condizioni visive e sonore: formato da più di 100 grosse conchiglie di lumache terrestri ( Megalobulimus lorentzianus , precedentemente  <i id="mwWQ">Megalobulimus oblongus</i>), con differenti tipi di perforazioni e parzialmente dipinto di rosso. Questo abbigliamento, probabilmente usato da un individuo con una speciale posizione sociale, era situato in un ambiente funerario sulle rive del Dique San Roque e ha una datazione al radiocarbonio di 3900 anni.

## Transizione alla produzione di cibo
Circa 2000 anni fa, nel quadro di condizioni climatiche e ambientali simili a quelle attuali, si accentuarono le trasformazioni nel modo di vita dei cacciatori-raccoglitori di montagna. Questi gruppi sperimentarono cambiamenti nella sussistenza, nella mobilità e nella comparsa di nuove tecnologie, come l'incorporazione dell'arco e della freccia e le prime indicazioni della produzione ceramica.
1500 anni fa si sviluppò un'occupazione più intensa degli ambienti d'alta montagna e un'espansione verso paesaggi che erano stati poco integrati nei circuiti di mobilità. Si tratta degli ambienti aridi del Chaco che forniscono risorse vegetali selvatiche durante l'estate (ad esempio, le catene montuose di Guasapampa e Serrezuela). Questa e altre informazioni permettono indicare una maggiore importanza delle verdure nella dieta. In questo periodo si registra il consumo di piccoli grani, tra cui i ceci selvatici, ed altre risorse come i frutti degli alberi del Chaco: alberi di algarrobo (Prosopis spp.), Mistol ( Sarcomphalus mistol , ex <i id="mwZQ">Ziziphus mistol</i>) e chañar (Geoffroea decorticans). Allo stesso modo, viene identificata la gestione delle piante annuali, possibilmente attraverso la protezione di specie che prosperano dopo il disturbo antropico (ad esempio, con la pulizia del suolo), che potrebbe aver innescato una successiva adozione di pratiche agricole.
Esiste quindi una continuità con i processi avviati in momenti precedenti, un'intensificazione della stessa durante questo periodo e una proiezione come sfondo per il prossimo, durante il quale si raggiunse la massima espressione della traiettoria analizzata (ad esempio, per quanto riguarda l'uso del risorse selvatiche, l'occupazione di paesaggi periferici, l'accesso e la dipendenza da piante coltivate, le restrizioni e i confini territoriali).

## Comunità preispaniche tarde

### Insediamento e mobilità

#### Villaggi e capanne
I villaggi o campi residenziali all'aperto, situati nelle valli e ai piedi delle montagne, corrispondevano alla concentrazione, soprattutto durante l'estate, di un gruppo di famiglie che svolgevano attività agricole, raccogliendo frutti selvatici, catturando piccoli animali, così come la lavorazione, la conservazione e il consumo dei loro prodotti.
Questi siti presentano differenze in termini di dimensioni, varietà di attività svolte, frequenza di rioccupazioni e persistenza a lungo termine; in molti casi con una storia di utilizzo che risale ai periodi precedenti. A volte questi villaggi erano vicini l'uno all'altro e talvolta erano più distanti, a seconda delle caratteristiche del terreno e della disponibilità di risorse acquifere.

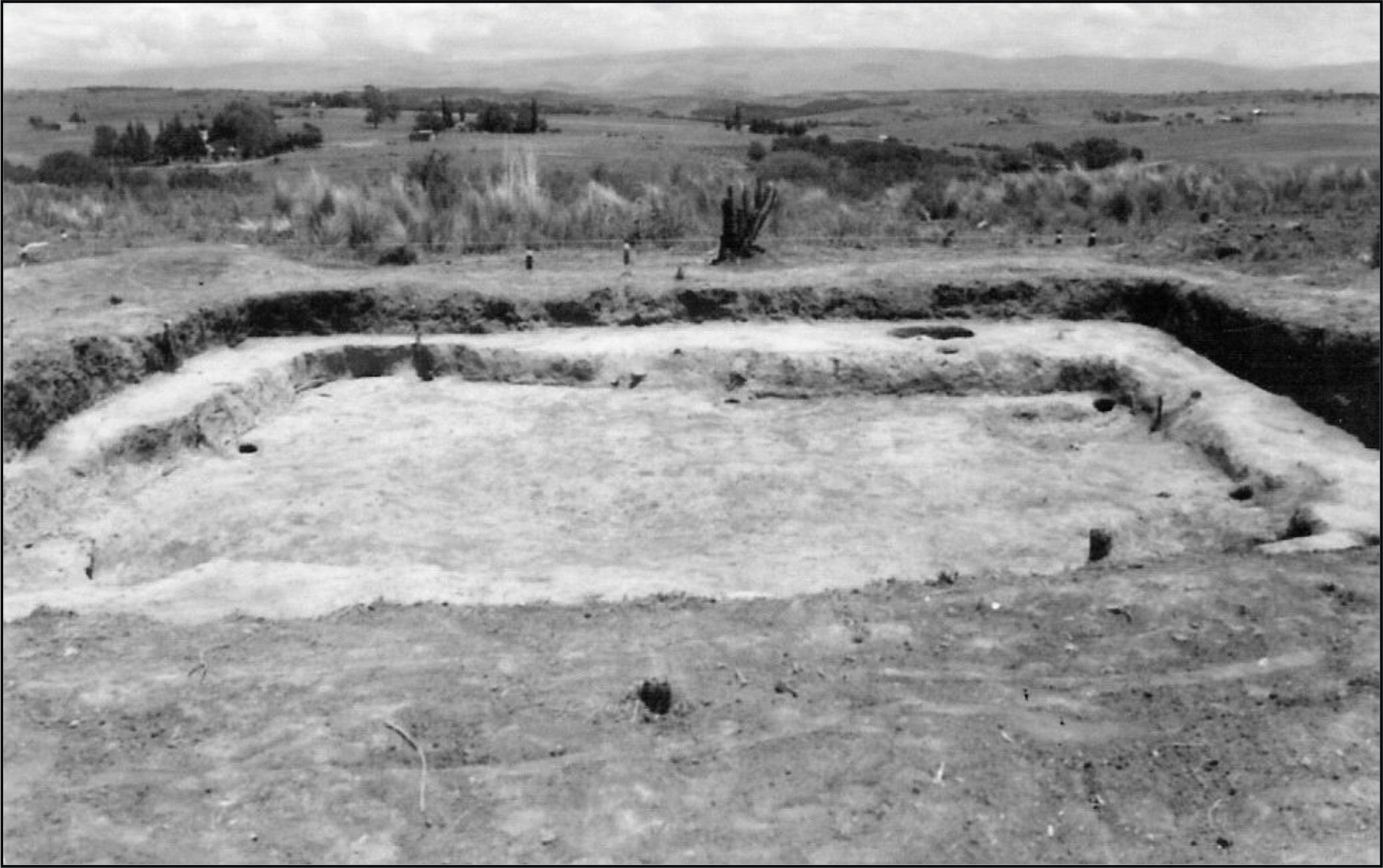
Complesso residenziale o casa-pozzo in Potrero de Garay (Valle Los Reartes)

Le case erano costruite con materiali deperibili (tronchi, rami, cuoio), poiché non si utilizzava la pietra. In alcuni siti archeologici come Potrero di Garay (valle Los Reartes) le case erano recinti rettangolari semi-sepolti, tra 0,6 e 1,2 m di profondità, con una lunghezza di circa 6 m. Dentro il perimetro di questi recinti sono stati individuati i fori in cui si collocavano i pali che sostenevano il tetto, nonché una rampa che consentiva l'accesso dall'esterno.
Nelle adiacenze, così come all'interno di questi recinti, si realizzavano diverse pratiche a livello domestico. Un aspetto distaccato era lo scavo di tombe per la sepoltura dei loro morti. In questo modo, il defunto rimaneva integrato negli schemi di attività quotidiana (cucinare, dormire, costruire strumenti), probabilmente come un modo per perpetuare la loro memoria tra i vivi e rafforzare i legami con gli antenati, i loro discendenti e i territori occupati.

#### Dispersione stagionale
Per le comunità originarie dell'odierna provincia di Córdoba, la mobilità era una strategia centrale nei loro modi di vita. In alcune zone di montagna sono stati identificati siti archeologici che possono essere correlati a meccanismi di dispersione stagionale di gruppi co-residenti in insediamenti all'aperto.
Nei pendii e nelle cime delle Sierras Grandes, dove si estendono altipiani come la Pampa di Achala (da 1500 a 2300 metri sul livello del mare),non si rilevano siti abitativi così frequenti come nelle valli. Sono invece comuni i siti archeologici associati a grotte e pareti rocciose. Sono quasi sempre di piccole dimensioni e dispongono di ridotte infrastrutture di macinazione (mortai). Le vestigia trovate negli scavi indicano la realizzazione di compiti come la preparazione e il consumo di cibo, così come la produzione di strumenti litici ricavati da rocce disponibili nell'ambiente, come il quarzo. L'occupazione di questi siti può essere legata alla caccia di animali di grandi dimensioni con abitudini gregarie, come i guanachi  (Lama guanicoe) ed i cervi della pampa (Ozotoceros bezoarticus).
Altri paesaggi occupati in modo stagionale erano le zone montuose nord-occidentali (catene montuose di Pocho , Guasapampa e Serrezuela), che includono ambienti aridi nella transizione con il Chaco Seco e la zona di Salinas Grandes. Nella valle di Guasapampa e attorno alle montagne di Serrezuela, sono stati identificati siti archeologici che indicano anche spostamenti stagionali. Ci sono differenze tra la sezione sud di Guasapampa, da un lato, e la sezione settentrionale e le catene montuose di Serrezuela, dall'altro. Nel primo caso si tratta di pareti rocciose e grotte di piccole dimensioni, mentre nel secondo sono siti all'aperto nelle vicinanze di piccoli corsi d'acqua. La maggior parte presenta manifestazioni d'arte rupestre, appartenenti a diversi stili di pittura ed incisione. Le occupazioni sono legate a fasi di dispersione all'inizio della stagione estiva; intraprese dagli abitanti della valle di Traslasierra quando si rendevano disponibili i frutti del Bosco Serrano e le uova di ñandú Rhea ( Rhea spp.).

#### Raccolta e colture vegetali

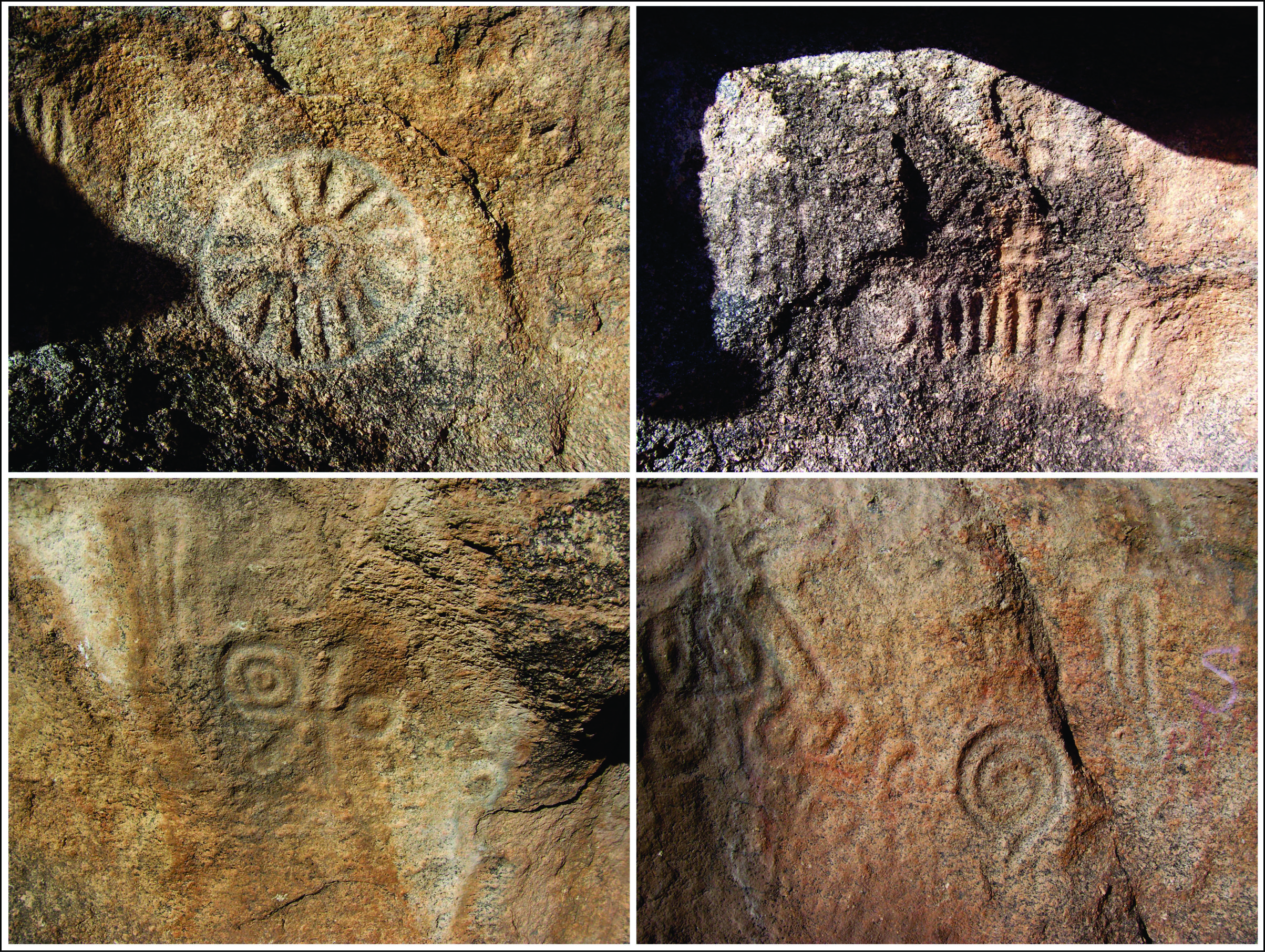
Incisioni rupestri delle montagne di Serrezuela

La gestione delle piante da parte delle comunità preispaniche era un aspetto importante della loro sussistenza. Per questo periodo il registro archeobotanico è ampio, con un elenco abbondante di specie utilizzate. Tra le piante selvatiche si raccoglievano i frutti del mistol (Sarcomphalus mistol precedentemente Ziziphusmistol), molle de beber, piquillín (Condalia spp.), algarrobos (Prosopis spp.), chañar (<i id="mwkw">Geoffroeadecorticans</i>), Oxalis sp. e Schinus sp. Si consumava anche la quínoa nera (Chenopodium quinoa var. melanospermum) e il fagiolo selvatico (var. aborigeneus).
Tra le specie coltivate spiccano il mais, porotos (Phaseolus vulgaris e Phaseolus lunatus), quínoa (Chenopodium quinoa var. quinoa), zapallos (Cucurbita spp.), la patata (Solanum sp. cf. tuberosum) e possibilmente patata dolce o mandioca (Ipomea sp. o Manihot sp.). L'addomesticamento di queste piante non fu un processo sviluppato a livello locale. Vale a dire che erano piante alloctone, entrate nell'attuale territorio di Córdoba per il loro uso da parte delle comunità originarie. Furono i legami sostenuti nel tempo con gruppi di regioni limitrofe, con una vasta esperienza nella coltivazione, che permisero alle popolazioni montane di accedere a questo tipo di risorse.
In questo modo, una varietà di verdure fu integrata nella sussistenza, sfruttando quelle che in estate fruttificavano (frutti arborei e arbustivi) e che in seguito potevano essere immagazzinate, insieme ad altri dei periodi invernali, quando il cibo in generale era più scarso, come le radici selvatiche disponibili nel paesaggio (ad esempio Oxalis).
L'agricoltura praticata dalle comunità originarie delle catene montuose di Cordoba era in piccola scala, con appezzamenti sparsi nel paesaggio per diminuire i rischi di perdite totali dovute a cause ambientali (ad esempio grandine o parassiti), con una bassa tecnica (non costruivano fossati o muri di contenimento) alimentato a pioggia o temporaneo, vale a dire in base all'irrigazione con la pioggia.

#### Caccia, raccolta di uova ed addomesticamento di animali
Questo periodo fu caratterizzato da un'economia mista o diversificata, basata sull'ottenimento di risorse selvatiche e sull'incorporazione di elementi tipici di uno stile di vita contadino, come la coltivazione di piante domestiche.
Come in epoche precedenti, le principali prede da caccia erano specie di grandi dimensioni, caratterizzate da abitudini gregarie e dall'occupazione di ambienti con vegetazione aperta, come le alte praterie delle Sierras Grandes: il guanaco  (Lama guanicoe) e il cervo della pampa (Ozotoceros bezoarticus).
Era significativa la cattura di piccoli animali, presenti in diversi tipi di ambienti come le praterie degli altipiani ed il Bosco Serrano. Tra questi spiccano la corzuela o capra di montagna (Mazama gouazoubira), gli armadilli (Dasypus sp., Chaetophractus sp., Tolypeutes sp.), I roditori ( Microcavia sp., Galea sp., Dolichotis sp.), rettili come lelucertole ( Salvator sp. ., precedentemente Tupinambis sp.) e uccelli (Tinamidae). Sebbene la cattura di queste piccole prede fu importante per la sussistenza, la sua realizzazione non richiedeva una pianificazione speciale. Le catture si effettuavano come semplici "aggregati" ad altre attività, ad esempio mentre venivano coltivati appezzamenti di terreno o venivano cacciati animali di grandi dimensioni.
Un'importante fonte di proteine animali proveniva dalla raccolta d'uova di due specie di nandù: il ñandú comune e il choique. Questi uccelli di ambienti con vegetazione aperta nidificavano verso la fine della primavera, momento in cui le loro uova potevano essere raccolte.
Per quanto riguarda l'eventuale addomesticamento dei lama, le prove archeologiche non sono definitive. In generale, si tratta di informazioni indirette, ottenute dai documenti scritti dagli spagnoli alla fine del XVI secolo. Lì si dice che le comunità indigene sollevarono "bestiame della terra", che era la denominazione data ai lama dai conquistatori nella regione andina, fondamentalmente sfruttati per la loro lana. Altri dati provengono dall'arte rupestre: in certe aree come il Cerro Colorado e Serrezuela sono state identificate scene che coinvolgono file di camelidi legati al collo, a volte con una persona nella parte anteriore. Queste osservazioni sono insufficienti per confermare che si trattava di situazioni di gestione locale della mandria (e non, ad esempio, di realtà viste in altre regioni, o di caravane provenienti da aree vicine), o per stimare la possibile antichità di questo tipo di pratiche nella regione.

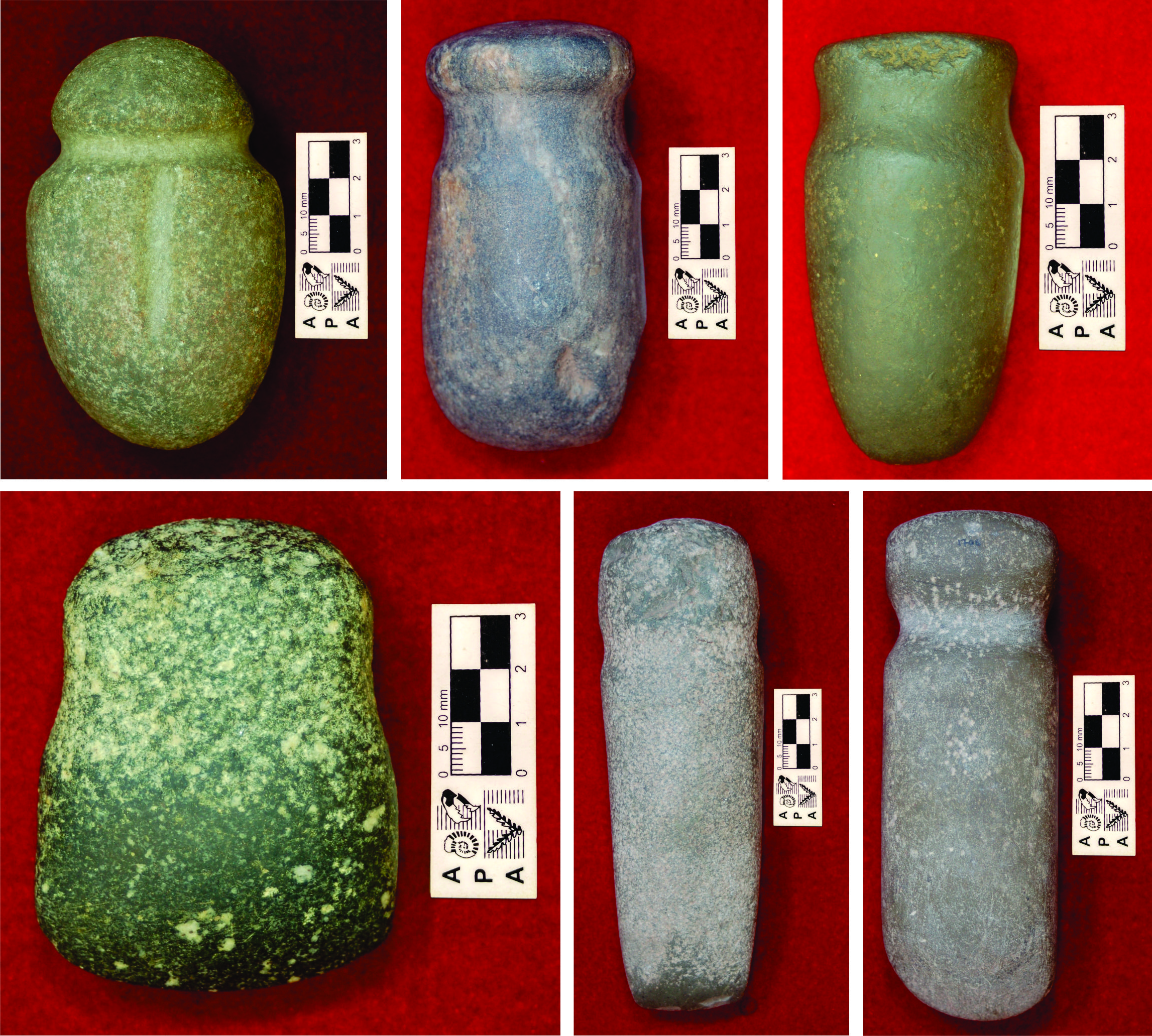
Asce della Valle di Punilla (Museo archeologico Numba Charava di Villa Carlos Paz)

Le comunità originarie elaborarono vari strumenti, collegati ai diversi compiti quotidiani (caccia, raccolta di frutti selvatici, cucina, vestiti, ecc.). Tuttavia, date le peculiarità ambientali, solo quelli realizzati con materiali non deperibili, come pietra, ossa, conchiglie di molluschi e ceramiche, sono sopravvissuti fino ad oggi. Gli strumenti di pietra avevano forme diverse e talvolta richiedevano piccole modifiche della materia prima. In altri casi, sono strumenti che richiedono molto tempo, sforzo e conoscenza per la loro elaborazione, con forme comuni o standardizzate che permettevano soddisfare determinate attività specifiche. Un esempio sono le asce e le asce levigate, fondamentali per creare radure nel Bosco Serrano, favorendo la crescita di piante selvatiche con frutti commestibili e la coltivazione.

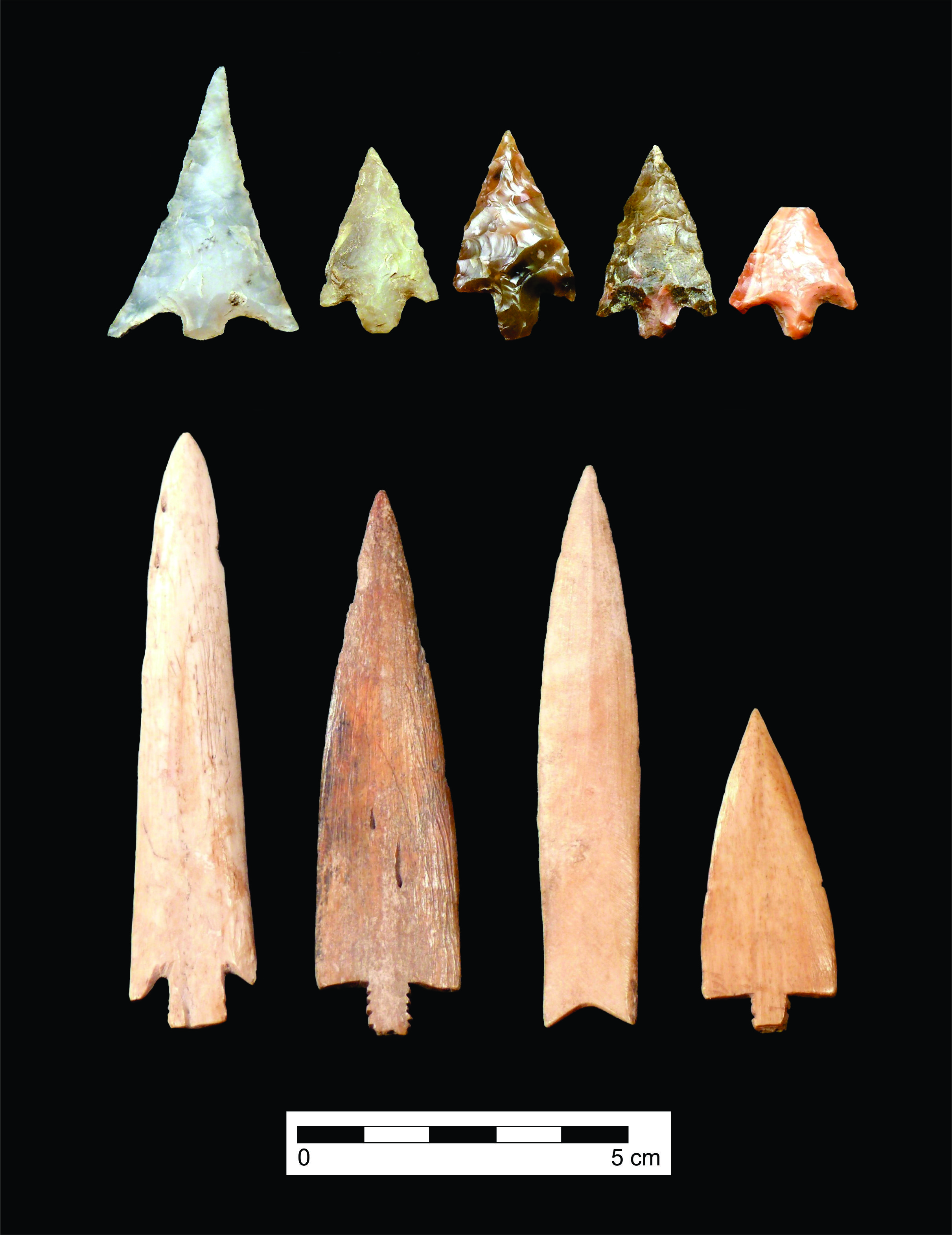
Punte litiche ed ossee del finale del tardo Olocene (tra 1100 e 450 anni fa). Vengono dalla Valle di Punilla e sono conservate nel Museo archeologico Numba Charava di Villa Carlos Paz.

Le punte di proiettile, fatte sia di pietra che d'osso, sono fondamentali per comprendere gli aspetti tecnologici legati all'intensificazione economica, intesa come l'incorporazione di varie risorse alla dieta ed i cambiamenti nelle relazioni sociali. Le caratteristiche delle armi suggeriscono che la cattura della preda non era una semplice attività complementare ad altre pratiche economiche più rilevanti. In questo contesto, le frecce scagliate con gli archi avrebbero svolto un ruolo cruciale nell'abbattimento di vari animali; in un quadro di diversificazione della sussistenza, ma anche di crescenti tensioni sociali. L'arco permise la caccia individuale, senza necessariamente richiedere la cooperazione o l'aiuto reciproco di diversi cacciatori, facilitando così che ogni famiglia potesse sviluppare modelli autonomi senza dipendere dal processo decisionale di gruppi più inclusivi.
Gli strumenti a base di ossa venivano ricavati dai rifiuti derivanti dal consumo di cibo, specialmente le ossa di guanaco. La maggior parte di questi, come punzoni, punteruoli e aghi si utilizzavano per la lavorazione dei prodotti della caccia (pelli) o per la realizzazione di artefatti utilii alla raccolta, elaborazione e conservazione dei vari prodotti. Si registrano i ritoccatori applicati alla fabbricazione di strumenti litici, lisciatori di ceramica, coltelli seghettati o punzoni per realizzare cesti e reti. Le menzionate punte di proiettile, così come una serie di artefatti ossei caratterizzati da motivi incisi, sfuggono a queste considerazioni e si contraddistinguono per l'elaborata lavorazione.

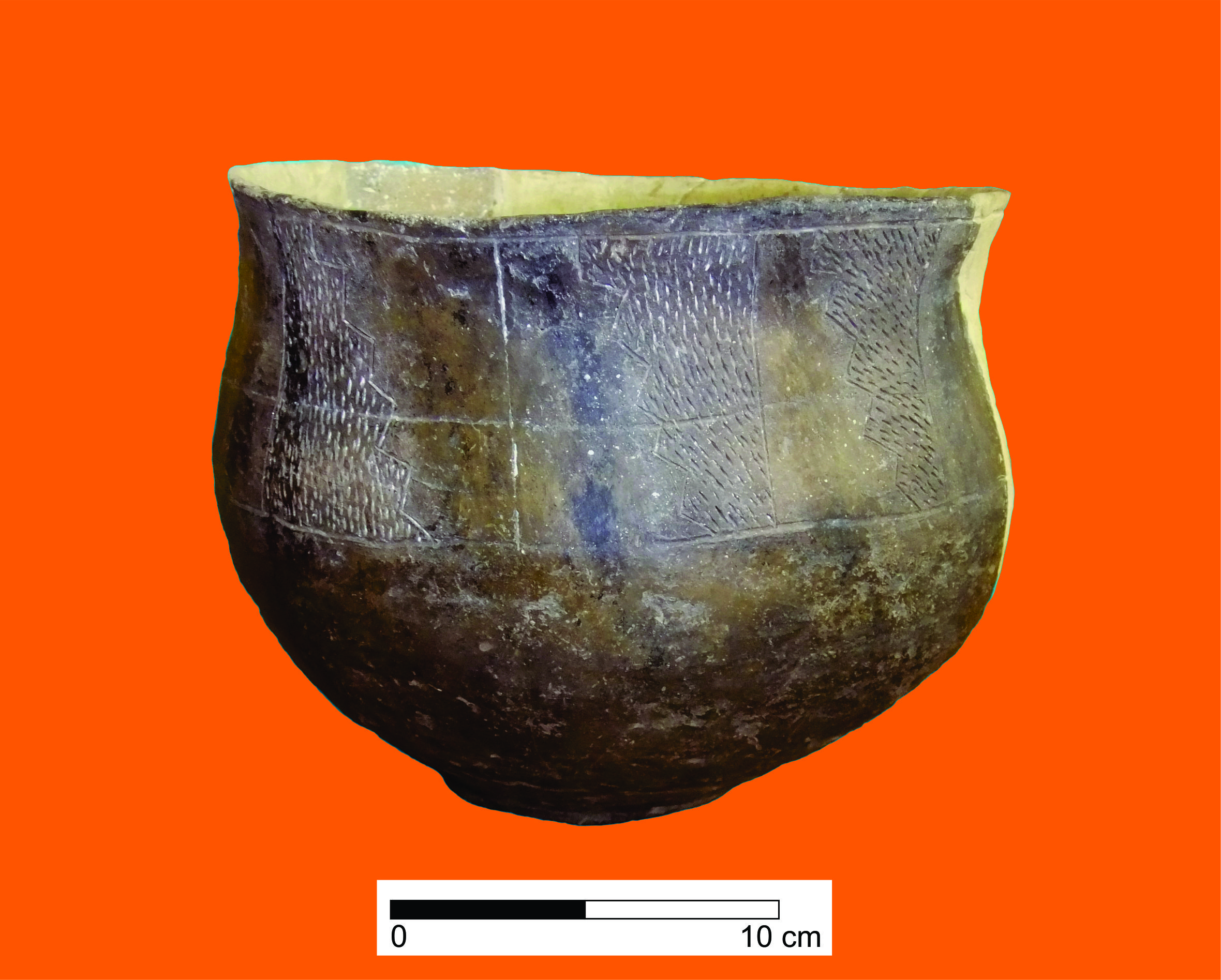
Ciotola in ceramica di Potrero de Garay (Valle Los Reartes)

La produzione ceramica supporta anche l'idea di un modello di sussistenza diversificato e un'elevata mobilità residenziale. I ceramisti realizzavano a livello domenstico una grande varietà di vasi la cui forma era adattata alle diverse esigenze di consumo, in linea con uno stile di vita mobile. I contenitori avevano una morfologia adeguata per far bollire mais e fagioli, prodotti che richiedevano diverse ore di cottura per risultare commestibili. In più, erano adeguati a svolgere compiti di trasporto, conservazione e cottura di varie sostanze.
Infine, sebbene non sono conservati nei siti archeologici, sappiamo che i manufatti leggeri erano fatti con fibre organiche, destinati ai vestiti o ai contenitori per il trasferimento, la lavorazione e lo stoccaggio a breve termine di prodotti agricoli o della raccolta.

### Strutture sociopolitiche
Numerosi siti archeologici, distribuiti in diverse aree e ambienti montani, indicano attività svolte collettivamente. Nella maggioranza, si registrano infrastrutture e abbondanti residui legati alla preparazione e al consumo di alimenti su larga scala. Le infrastrutture sono costituite da strumenti per la macinazione in rocce fisse, definite dalla loro immobilità e lunga durata. Queste caratteristiche permettevano un ritorno periodico ai luoghi, che si trasformavano così in una sorta di monumento in grado di localizzare nello spazio parte della memoria della comunità e il loro senso di appartenenza al territorio.

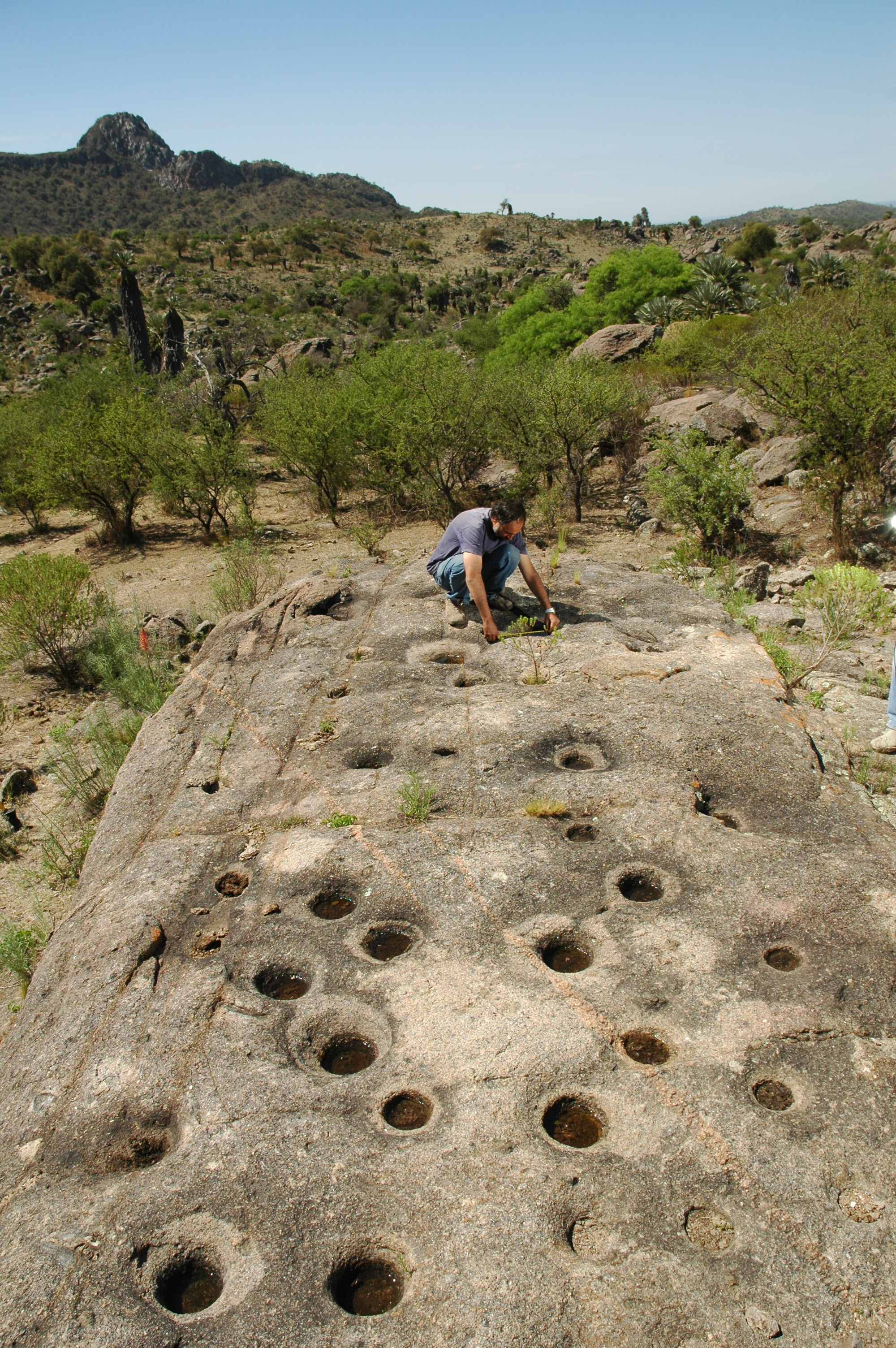
Infrastruttura per la triturazione collettiva in un sito archeologico nella Valle di Traslasierra

I documenti scritti del tempo della conquista insistono sull'importanza degli incontri collettivi dei popoli originali ("juntas"), con un carattere celebrativo ("feste", "festicciole", "convites") e relativi all'uso delle risorse selvatiche ("cazaderos", "tempi dell'algarroba"). Questi esempi di partecipazione collettiva, in alcuni siti d'importanza pubblica, erano significativi in termini di definizioni territoriali, sfruttamento delle risorse selvatiche ed integrazione politica delle comunità.

#### Strategie di segmentazione
Insieme alle forze integratrici, materializzate in eventi celebrativi collettivi, i primi documenti coloniali indicano meccanismi opposti che incoraggiavano la frammentazione e il mantenimento di quote di autonomia per gruppi domestici e lignaggi famigliari. Ad esempio, una volta raggiunto un certo livello di crescita e tensione interna, i gruppi co-residenti si segmentavano e iniziavano ad occupare nuove terre, solo ristabilendo con il tempo, ed eventualmente, i legami con la "comunità madre".
Le diverse testimonianze archeologiche che indicano processi di dispersione stagionale dei gruppi co-residenti, le varie traiettorie di rioccupazione dei siti abitativi, così come l'importanza delle pratiche rituali svolte su scala domestica, suggeriscono considerevoli gradi di autonomia mantenuti da questi segmenti sociali che, in altri casi, potevano articolarsi in strutture più inclusive. Queste condizioni hanno significato un limite concreto per i processi d'integrazione e per la centralizzazione del potere politico all'interno di queste antiche società.

#### Demarcazioni territoriali
Durante questo periodo aumentarono significativamente le demarcazioni territoriali, iniziate in epoche precedenti attraverso forme materiali come l'arte rupestre e le tombe, Quasi tutte le pitture e le incisioni realizzate su roccia, in diversi paesaggi come il Cerro Colorado, le catene montuose di Serrezuela e la valle di Guasapampa, tra gli altri, corrispondono a questo periodo. Attraverso questi mezzi, si trasmisero varie informazioni e s'ancorarono aspetti dell'identità e della memoria dei gruppi a determinati territori.
In questo periodo, alla forma d'arte rupestre preesistente da circa 3000 anni, basata su motivi incisi a coppelle, si aggiunsero altri stili di pitture e incisioni. Inoltre, si moltiplicarono i siti nei quali furono realizzati. Alcuni furono creati per essere osservati solo da un piccolo numero di persone, probabilmente legate l'una all'altra, come si può vedere nel sud della valle di Guasapampa.
In altri casi, le immagini furono create in spazi aperti, altamente visibili anche da molte persone contemporaneamente, occasionalmente in siti d'importanza pubblica associati all'infrastruttura per la macinazione collettiva. In questi paesaggi, ad esempio nel settore settentrionale della valle di Guasapampa o sulle pendici occidentali delle montagne di Serrezuela, spiccano le figure incise di dimensioni maggiori e con motivi prevalentemente geometrici, diversi dai dipinti realizzati nei piccoli ripari transitori al sud di Guasapampa. Così, gruppi più grandi furono richiamati, eventualmente locali e stranieri, mettendo in evidenza l'appropriazione di punti importanti nel paesaggio come le riserve d'acqua.
Inoltre, si crearono nuovi spazi funebri o aumentò l'importanza di quelli preesistenti. Ad esempio, nel Cerro Colorado, nelle vicinanze della principale struttura di macinazione, è stato recentemente scoperto un luogo di sepoltura collettiva, con resti di oltre 80 persone sepolte in un ristretto settore. In questo modo, l'accumulo nel tempo di pratiche come la preparazione e il consumo di cibo, la sepoltura dei defunti e la pittura in grotte e pareti rocciose, configurarono questo paesaggio di Cerro Colorado come un sito di grande rilevanza pubblica.

#### Reti a media e lunga distanza
Sebbene sia certo che già in tempo previo si identificarono segni di partecipazione delle comunità montane in reti d'interazione extra-regionali, è durante questo periodo che si verifica il massimo sviluppo di questo tipo di collegamenti. Attraverso quest'ultimi, oggetti finiti e materie prime alloctone entrarono regolarmente nella regione: alcune rocce (ad esempio silici), conchiglie di molluschi ( Anodontites sp., Diplodon sp., Urosalpinx sp.) e in alcune occasioni piccoli ornamenti in metallo.
Si includono, inoltre, le specie di piante domestiche, che permisero la creazione di colture locali, così come, possibilmente, animali da allevamento come i lama. In altri casi i collegamenti non sono segnalati attraverso il movimento di oggetti e materie prime, ma di informazioni. Alcuni stili locali d'arte rupestre rivelano relazioni di media e lunga distanza, ad esempio tra le montagne nord-occidentali di Córdoba e le Sierras de los Llanos della Rioja, o tra le montagne del nord di Córdoba e le di Ancasti in Catamarca orientale. Gli stessi strumenti come spatole in osso, usati per il consumo di piante psicoattive come il cebil (modalità Anadenanthera colubrina), mostrano affinità stilistiche con parti simili del Nord-ovest argentino e del nord del Cile..

#### Tensioni sociali e violenza interpersonale
Lo scenario di questo periodo, definito dall'aumento demografico, dall'intensificarsi della produzione, dalle demarcazioni territoriali e probabilmente dai movimenti di popolazione, portò a livelli crescenti di conflitto sociale.
Le tensioni possono essere notate, ad esempio, in alcuni pannelli con arte rupestre, situati in luoghi ad alta visibilità pubblica, in cui le creazioni originali furono parzialmente o totalmente distrutte per imporre altre immagini. Tali azioni sono interpretate come esercizi di violenza simbólica. In alcuni casi, discorsi del passato e altre condizioni storiche o socioculturali furono sostituiti da nuove storie. L'obiettivo era la manipolazione della memoria, la creazione di altri sensi e l'istituzione, da parte d'un certo potere sociale, di ciò che doveva essere ricordato oppure dimenticato.

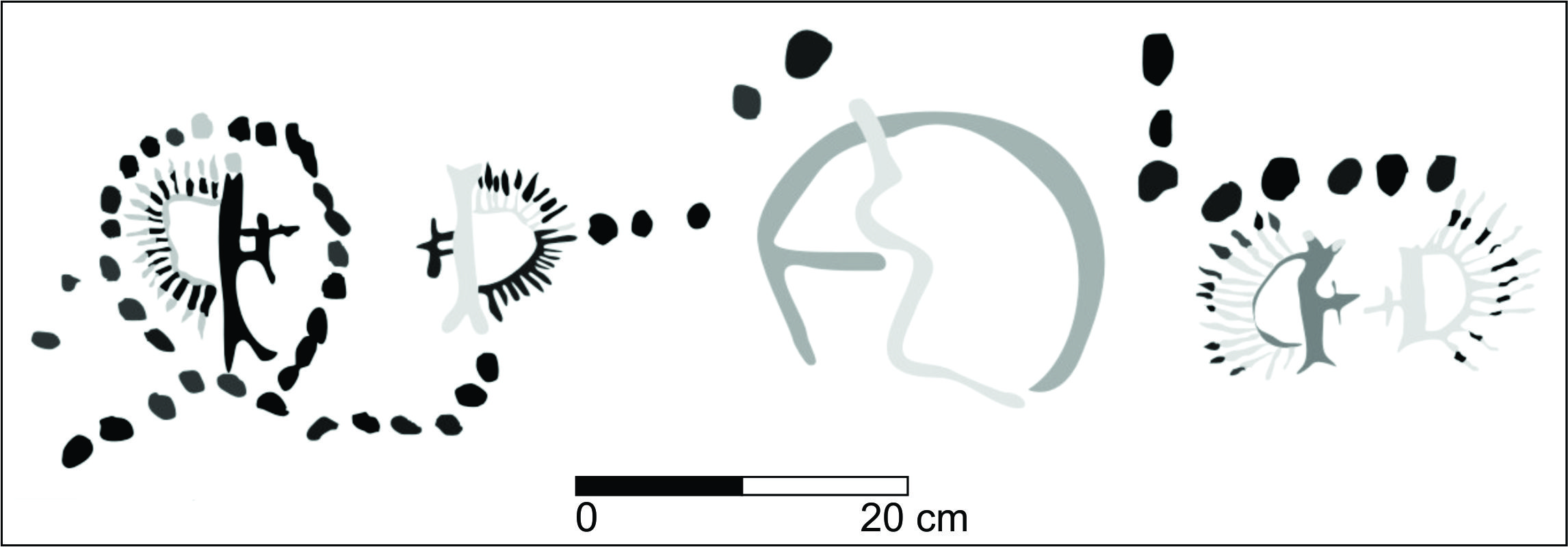
Scontro tra “guerrieri” con archi nel Cerro Colorado

In altri siti si registrano motivi rupestri che rappresentano armi o persone armate. in particolare, nel caso del Cerro Colorado, si svolgono scene di scontri tra individui o gruppi di individui dotati di arco e frecce, nonché con vistosi ornamenti dorsali, probabilmente fatti con piume.
Infine, sono stati riscontrati alcuni casi di violenza interpersonale in scheletri con diverse ferite o frecce incastrate tra le ossa. In questi casi è degno di nota l'uso prevalente di punte d'osso allungate, che erano probabilmente destinate a conflitti tra le persone. I documenti scritti del tempo della conquista si riferiscono a scontri, comuni tra gruppi diversi, nonché a tensioni interne nelle comunità, spesso causate da ragioni territoriali o dall'accesso alle risorse. Queste fonti alludono anche alla formazione di alleanze militari tra gruppi affini e all'installazione di siepi che circondavano i villaggi circostanti ( "alberi spinosi"), per resistere ai possibili attacchi dei nemici.

## Epoca coloniale e repubblicana

### “Comechingones” e “Sanavirones”
I documenti prodotti nei primi decenni di occupazione coloniale nella regione (avvenuti nel XVI secolo) gettarono luce sull'organizzazione politica e sul sistema autoritario delle comunità originarie di quel tempo. Alcuni cronisti come Pedro Cieza di Leone, Diego Fernández “Il Palentino” o Gerónimo di Bibar, nonché le Dichiarazioni di Meriti e Servizi relazioni destinate al re con i servizi dei conquistatori) citano l'esistenza di due popoli, o entità socioculturali, chiamate " comechingones " e " sanavirones ". Al di fuori di questi, la parola "comechingón" è registrata solo nella documentazione coloniale fino alla fine del XVI secolo, come termine di riferimento geografico: "governo di Tucumán e provincie di indios comechingones, juries y diaguitas".
Dunque, esistono pochi elementi per affermare che queste denominazioni corrispondono a entità reali e riconosciute dagli stessi nativi e non erano, d'altra parte, identità assegnate dagli spagnoli, magari prodotto di una differenziazione linguistica osservata da quest'ultimi. In effetti, un altro importante accumulo di fonti scritte (archivi giudiziari, titoli di misericordia, lettere, informazioni dai governatori) fornisce un insieme complesso e numeroso di nomi di popoli e villaggi, rivelando un'enorme frammentazione politica, con diversi gradi di soggezione e aggregazione. Per esempio, troviamo riferimenti ai villaggi di Çincaçat, Naytoçacat, Cachoçacat, Yalaçacat, Achalaçacat nella valle di Punilla, Quilishenen, Yobah henen, Sanino, Yelhenen, Tolyagenen, Yalgahenen, Macathenen, Hatanhenen, Moschenen nella valle di Soto, e i popoli di Hulumaen, Citon, Tulian, Punanquina, Tapacsua, Cantapas e Macatine nella valle di Salsacate, tradiverse centinaia d'entità. Alcuni di questi nomi sono durati fino ad oggi come parte della toponimia autoctona.
La frammentazione politica, la mancanza di precisi indicatori culturali e l'assenza di testimonianze materiali scritte e dirette, permette di affermare che nello spazio cordobese non esisteva alcuna entità politica che comprendesse e governasse, nel suo complesso, tutti i popoli sotto la denominazione di "comechingones" "O" sanavirones ". Queste iscrizioni erano, in ogni caso, costruzioni successive, prodotte dall'effetto della conquista spagnola, dove gli invasori dovevano riferirsi all'intera popolazione indigena della regione sotto certi nomi comuni, che forse corrispondevano effettivamente a uno dei tanti popoli contro i quali combatterono militarmente. Situazioni simili avvennero in altre regioni come il Nord-est Argentino, per esempio con i popoli calchaquíes, o nel sud con i gruppi pampas. Tutti insieme costituiscono un gruppo numeroso e vario di persone le cui identità furono omogeneizzate sotto la stessa attribuzione, condizionate, in alcuni casi, da certe affinità e caratteristiche linguistiche.
Tuttavia, le prime fonti coloniali forniscono alcuni dati sulle caratteristiche del sistema di autorità. Essi rivelano che le comunità erano organizzate da semplici cacicazgos (con un cacique o curaca) o multipli (con un capo e due o tre cacique secondari). L'autorità dei capi etnici era basata sul "prestigio" acquisito e sulla "parentela" che dava preminenza a certi lignaggi.
Benché la leadership e il peso dell'autorità di questi capi erano deboli, i caciques potevano negoziare a nome delle alleanze popolari per la guerra o negoziare l'accesso a determinate risorse che potevano scarseggiare (acqua, terreni agricoli o caccia). I capi etnici godevano del rispetto dei membri della loro comunità al punto che godevano di un posto rilevante nelle celebrazioni e in alcuni casi specifici, come nei villaggi della valle di Soto, svolgevano pratiche poligame, una caratteristica che rivela il loro livello di prestigio e potere, così come la loro differente capacità economica.
Per quanto riguarda i villaggi, non erano tutti della stessa dimensione, ma avevano diversi gradi di aggregazione. Alcune costituite da cinque famiglie allargate e altre da 20, 30 o 40 famiglie. Questa organizzazione corrisponde a un tipo di economia mista che era solita stabilirsi nelle valli, dove generalmente veniva praticata l'agricoltura, con lo sfruttamento delle risorse disperse in altri spazi geografici (soprattutto caccia e raccolta), che venivano negoziati o eventualmente difesi da altri gruppi.

### Effetti della colonizzazione spagnola
L'impatto della conquista spagnola e della colonizzazione nella regione iniziò a metà del XVI secolo con le prime voci ed esplorazioni che entrarono dall'Est sotto il comando di Francisco César in 1529, per il nord-est con Diego di Rosse e la sua truppa tra 1543 e 1546, poco dopo tra 1553 e 1554 giunse, proveniente dal Cile, Francisco di Villagra, e dopo in 1567, lo fece Francisco de Aguirre per il nord. L'ultima degli ingressi è fu di Lorenzo Suárez di Figueroa proveniente da Santiago dell'Estero, in 1573. Queste esplorazioni risultarono con i primi impatti sulla popolazione indigena, promuovendo scontri armati e facilitando il riconoscimento della terra che avrebbe consentito di scegliere il sito di fondazione della città di Córdoba, nei margini del fiume Suquía.
La fondazione di Córdoba, il 6 di luglio di 1573, ad opera di Jerónimo Luis di Cabrera produsse uno dei primi movimenti forzati della popolazione, poiché i nativi che abitavano quella valle di Quisquitipa furono trasferiti in altri siti della giurisdizione. In effetti, esiste una documentazione a prova che parte di questa popolazione ricevette nuove terre nelle sorgenti del Fiume Xanaes (Rio Segundo o de la Navidad per gli spagnoli), in un posto chiamato Quisquisacate . Questi movimenti di popolazione, alcuni volontari ed altri coercitivi, continuarono per tutto il XVI e XVII secolo come parte delle necessità e dei vincoli imposti dal nuovo sistema coloniale.
Alcuni dei fattori che più influenzarono le forme native di organizzazione furono:
1. Nuove malattie portate da i conquistatori: il contatto delle popolazioni native non immuni a malattie come il vaiolo, il morbillo e la sifilide, devastò la demografia della regione, come successe in altre parti d'America.
2. Appropriazione delle terre per l'attività economica: gli spagnoli che si stabilirono nella regione ricevettero come ricompensa ai loro servizi resi alla Corona e alla partecipazione al processo di conquista, alcuni premi in forma di mercedes di terra. Queste concessioni venivano generalmente stabilite sulle rive dei fiumi, a fondovalle e nelle valli montane, con migliori possibilità di sfruttamento economico. Quasi tutte queste terre erano già occupate dai nativi e il processo di concessione dei terreni impattò direttamente su di loro togliendogli la proprietà. Sebbene le Leggi delle indie  indicavano chiaramente che le terre concesse in misericordia non potevano essere ricevute a danno di terzi (indios o spagnoli), in pratica i nuovi coloni trovarono i meccanismi per usurparli.
3. Installazione del sistema d'encomienda: la porzione di terra data in encomienda costituiva una cessione della Corona, che rinunciava al suo diritto di raccogliere il tributo dalle popolazioni indigene a favore di un privato (encomendero) che a sua volta era obbligato ad evangelizzare e prendersi cura dei nativi che riceveva come parte dell'encomienda. Nella giurisdizione di Córdoba, era normale che il pagamento di tale tassa fosse effettuato con materie (coperte, tessuti, frutti di raccolta o prodotti agricoli) o in "servizio personale", cioè nel lavoro. Ciò portò alla modifica delle pratiche e dei meccanismi di riproduzione sociale delle popolazioni native, il cui inserimento in nuove forme di lavoro implicava il progressivo scioglimento della loro economia domestica.[41]
4. Trasferimento massiccio, frazionamento e ricomposizione dei villaggi: per rispettare il tributo e gli obblighi con l'encomendero, molte comunità furono trasferite agli stabilimenti produttivi spagnoli (estancias, chacaras, obrajes) e con questo movimento furono dissociate dalle loro terre di origine , perdendo così, nel tempo, tutti i diritti su di loro. Così, le popolazioni multietniche si formarono all'interno delle unità produttive spagnole.
5. Introduzione di specie del vecchio mondo: animali come mucche, cavalli, somari, pecore o maiali, e vegetali come grano, orzo, segale, vite o alberi da frutta, furono introdotti dagli europei per sostenere la crescita delle popolazioni coloniali, alterare il paesaggio e modificare l'economia praticata per secoli dalle comunità originali.
6. Introduzione di popolazioni straniere nella regione: dalla prima metà del XVII secolo fino alla fine di quel secolo, gruppi indigeni provenienti da altre regioni del virreinato del Perù furono portati e stabiliti nella giurisdizione di Cordoba. Si trattava in particolare di popolazioni provenienti dalle valli Calchaquí, dalla regione del Chaco e da giurisdizioni limitrofe come La Rioja e Santiago del Estero. Sebbene queste popolazioni straniere si mobilitarono in alcuni casi volontariamente, quasi sempre furono "denaturalizzati" forzosamente e installati in posti nuovi per evitare azioni armate o movimenti di ribellione. Un esempio di villaggio che ha avuto origine grazie a questo tipo di migrazioni forzate fu quello di La Toma, costituito essenzialmente da indios quilmes anche se nel tempo integro' membri di altri gruppi. Verso la fine del XVII secolo, la visita di Antonio Martínez Luxan de Vargas rivelò che nell'insieme popolazionale delle encomiendas, solo la metà corrispondeva ai nativi locali, mentre l'altra metà era costituita da stranieri. D'altra parte, il commercio di schiavi d'origine africana contribuì al quadro demografico della regione, che impresse alla società coloniale un carattere multietnico e meticcio.

### Resistenza e continuità
Il contatto ispanico-indigena produsse cambiamenti drastici nelle popolazioni autoctone della giurisdizione di Córdoba. Sebbene i movimenti di resistenza armata siano stati registrati durante i primi anni di occupazione coloniale, si può dire che i capi etnici non riuscirono a unire le comunità con sufficiente forza coesiva per affrontare in modo decisivo il dominio spagnolo. Nel tempo, le modalità di resistenza furono meno violente e più sottili o velate. I nativi impararono presto come fare con il sistema e la burocrazia coloniale, al punto tale da utilizzare i meccanismi della giustizia locale, la rivendicazione dei diritti. Infine, le risposte o forme di resistenza a un diritto violato (riserva di tasse, terreni, ecc.), cessarono di essere collettive e divennero strettamente individuali, una situazione che rivela chiaramente la rottura dei legami comunitari.
Nonostante questo processo generalizzato di destrutturazione della popolazione indigena, alcune comunità riuscirono a sopravvivere, conservando l'accesso alla terra. Alla fine del XVII secolo il visitatore Luxan de Vargas registrò la presenza di cinque villaggi indigeni con le loro terre originali: Quilino, Cabinda, Nono, Salsacate e Ungamira (Ongamira). Altre popolazioni, grazie all'intervento dello stesso visitatore (tra il 1692 e il 1694), e ai successivi processi giudiziari (nel XVIII secolo), ottennero il riconoscimento ufficiale dei diritti fondiari, come nel caso di Guayascate, San Antonio de Nonsacate, San Marcos, Cosquín, Pichana, San José e La Toma. Alcuni di questi popoli furono in grado di resistere e durare, anche fino alla fine del XIX secolo, grazie allo sforzo di difendere le terre di fronte alle autorità statali.
L'etnonimo "Comechingón", che aveva avuto un'apparizione fugace alla fine del XVI secolo, riapparve durante il XX secolo per rivendicare i diritti e la memoria dei nativi del luogo, coloro i cui nomi erano stati dimenticati. Le identità sociali sono mobili e sono permanentemente riconfigurate in relazione a un "altro", per questa ragione, un'identità assegnata al principio dagli spagnoli per riferirsi ai gruppi conquistati, nel corso dei secoli divenne un'attribuzione dei loro discendenti, sicuramente sottoposti a vari processi d'incrocio biologico e culturale, con evidenti interessi di rivendicazione.